# Pont couvert de Sonestown
Le pont couvert de Sonestown (en anglais : Sonestown Covered Bridge) est un pont couvert en bois situé à Davidson Township (en), dans le comté de Sullivan en Pennsylvanie.
Construit vers 1850, le pont est inscrit sur le Registre national des lieux historiques depuis 1980.